# トナードール
トナードール（Tonner Doll Company, Inc. ）は、アメリカ、ニューヨークの人形メーカー。
人形師であるロバート・トナーが1991年に起こした。主力製品の原型はロバート・トナーが製作している。
タイニー・ベッツイー・マッコールやタイラー・ウェントワース・ドールのメーカーとして有名だが、ディズニー関連のドールの製造も手がけている。
2002年イーファンビー・ドール（Effanbee Doll Company ）と提携。ボディの提供を行っている。

## 製品

### 1/4サイズ
- タイラー・ウェントワース・ドール（Tyler Wentworth ）
- キティ・コーリア

### 14インチ
- ベッツィー・マッコール（Betsy McCall ）
- マリー・ウエントワース

### 10インチ
- タイニー・キティ・コーリア（Tiny Kitty Collier ）

### 8インチ
- タイニー・ベッツイー・マッコール（Tiny Betsy McCall ）
- タイニー・アン・エステル（Tiny Ann Estelle ）